# Can Mans
|  | Per a altres significats, vegeu «Can Mans (Anglès)». |

Can Mans era una masia situada entre els actuals carrers de la Murtra, l'Alguer, Calderón de la Barca i Segimon, al barri del Carmel de Barcelona, actualment desapareguda.

## Història
Havia estat un forn de calç construït el 1601 per Bertran Ribes, i les terres havien estat establertes en emfiteusi al prior del Santuari de la Mare de Déu del Coll. Pere Riera la va comprar a la vídua de Bertran, després passà a mans d'Anton Bonanat, i el 1708 la comprà Salvador Mans, del qual agafà el nom.
El 1888 s'hi obrí una fonda regentada per Joan Vila, que funcionà fins a finals del segle xix.
Tal com va arribar als nostres dies era una casa reformada cap al segle xix. Cap al 1900 aquella zona i les cases de l'entorn es coneixia com la barriada de can Mans. A finals del segle xix la situació de can Mans era en un eix de comunicació de Gràcia amb Horta i per aquesta causa en aquells moments era una fonda.
A la dècada del 1920 es va crear l'Agrupación de Propietarios del Monte Carmelo i en aquella època es va convertir en la seu de l'entitat. Aquells anys als jardins de la casa on hi havia gran quantitat d'arbres i plantes, s'hi van celebrar festes socials dels socis de l'entitat.